# Rudolf Attig
Rudolf Attig (* 14. April 1893 in Gießen; † 27. Januar 1981 in Bremen) war ein deutscher Generalarzt im Heer (Wehrmacht). Eine Woche vor der bedingungslosen Kapitulation der Wehrmacht wurde er verabschiedet.

## Leben
Beförderungen
- 1. Mai 1923 Assistenzarzt
- 1. März 1928 Stabsarzt
- 1. August 1937 Oberfeldarzt
- 1. Juli 1940 Oberstarzt
- 1. Juni 1944 Generalarzt

Rudolf Attig trat nach Ausbruch des Ersten Weltkriegs am 8. August 1914 als Freiwilliger in die Preußische Armee ein. Für seine Verdienste wurde er mit dem Eisernen Kreuz II. Klasse und dem Militär-Sanitätskreuz ausgezeichnet. Nach Kriegsende studierte er an der Hessischen Ludwigs-Universität (weiter) Medizin. 1919 wurde er im Corps Hassia Gießen recipiert. 1922 wurde er in Gießen zum Dr. med. promoviert. In die Reichswehr übernommen, diente er bei der 3. (Preußische) Sanitäts-Abteilung in Berlin. Von dort wurde er u. a. an die Universitäts-Kinderklinik Berlin kommandiert. Im Zuge der Aufstellung der 246. Infanterie-Division am 26. August 1939 wurde Attig dieser als Divisionsarzt zugeteilt. Mit ihr nahm er im Juni 1940 am Westfeldzug teil. Nach Abschluss des Feldzuges verblieb die Division als Besatzungsstreitmacht in Frankreich. Attig wechselte daraufhin zum 15. April 1941 als Divisionsarzt zur 17. Panzer-Division über, die ab Juni 1941 im Deutsch-Sowjetischen Krieg zur Heeresgruppe Mitte gehörte. Ab 8. Juni 1942 war Attig dann in der Funktion eines Korpsarztes beim XII. Armeekorps, ebenfalls bei der Heeresgruppe Mitte, im Rahmen der 4. Armee eingesetzt. Dort wurde er am 22. Januar 1943 in die Führerreserve des Oberkommando des Heeres versetzt und am 8. Dezember 1943 als Armeearzt der 10. Armee eingesetzt, die zu dieser Zeit in Italien der Heeresgruppe Süd zugeordnet war. Attig wurde am 11. Dezember 1944 erneut in die Führerreserve versetzt und am 30. April 1945 in den Ruhestand verabschiedet.